# Rhizophydium brooksianum
Rhizophydium brooksianum är en svampart som beskrevs av Longcore 2004. Rhizophydium brooksianum ingår i släktet Rhizophydium och familjen Rhizophydiaceae.   Inga underarter finns listade i Catalogue of Life.